# Нубийска пустиня
Нубийската пустиня (на арабски: صحراء النوبة) се намира в източния край на пустинята Сахара и заема североизточната част на Судан и югоизточната част на Египет. Простира се приблизително между 19° и 25° с.ш., между долината на река Нил на запад и брега на Червено море на изток. Дължината ѝ от север на юг е около 660 km, а ширината ѝ варира от 200 km на север до 700 km на юг. На север преминава в Арабската пустиня. В тези си граници заема площ около 300 000 km². В източната ѝ част се издига крайбрежният хребет Етбай с максимална височина до 2216 m. Релефът ѝ е предимно платовиден, стъпаловидно понижаващ се от изток на запад от 1000 до 350 m, с отделни островни масиви до 1240 m на запад. На изток на повърхността се откриват древните скали на Нубийско-Арабския щит и нубийски пясъчници, а на запад те потъват под пясъците на пустинята. Платото е силно разчленено от сухи речни долини (уади) – Ел Харит, Ел Алаки, Око и др. Годишната сума на валежите е около 25 mm. Растителната покривка е крайно рядка, като преобладават ксерофитните треви, бодливите храсти и полухрасти. Малобройното местно население се занимава предимно с номадско животновъдство (кози, овце, камили). Западната ѝ част (на суданска територия) се пресича от жп линията и шосето от Вади Халфа за Абу Хамед.